# Piaseczno (jezioro w gminie Krzęcin)
Piaseczno (niem. Patznick See) – jezioro rynnowe w Polsce, położone w województwie zachodniopomorskim, w powiecie choszczeńskim, w gminie Krzęcin.
Akwen leży na Pojezierzu Choszczeńskim. Przylega do południowych krańców miejscowości Chłopowo.